# Эль-Хамра (пустыня)
Эль-Ха́мра, Хама́да-эль-Ха́мра (араб. الحمادة الحمراء‎ — «красная пустыня») — возвышенное каменистое плато на севере Сахары на территории Ливии.
Протяжённость плато с запада на восток составляет около 700 км, с севера на юг — 200 км. Высота 450—500 м. Плато сложено известняками. Плоские междуречья расчленены долинами с сухими руслами (вади). Приподнятый северный край плато обрывается крутым уступом Нефуса (719 м.) к равнине. На юго-западе плато возвышается над песчаной пустыней Идехан-Убари. Имеется месторождение нефти Эмгает. Господствуют «насквозь прокалённые» ландшафты, лишённые растительности, более засушливые, чем в пустыне Танезруфт в Центральной Сахаре. Только по сухим руслам можно встретить злаки, колючие подушковидные кустарники и акации.
Автодороги, соединяющие побережье и внутренние области Ливии, обходят плато на западе и востоке.

## В культуре
Пустыня упоминается в научно-фантастическом романе И. А. Ефремова Туманность Андромеды как место для центрального космопорта Эль Хомра.